# Mentuhotep I
Mentuhotep I (II) fou rei de la dinastia XI d'Egipte. Fou, probablement, fill i successor d'Antef III i la seva mare es deia Iah. El seu nom Nebty fou Neterhedyet o Sematauy, el d'Horus Sanjibtauy, Netherdyet o Sematauy; el seu nom d'Horus d'or fou Bikneuqaishuti o Biknebu o Kess; el seu nom de regnat (Nesut-Bity) Nebhepetrasaramentuhotep o Nebhepetre; i el seu nom Sa Ra fou Nebhepetrasaramentuhotep o Nebhepetre ('El senyor de Ra està satisfet').
Cap al final del Primer Període Intermedi d'Egipte dues dinasties rivals van lluitar pel control de tot el país, conegudes en egiptologia com la dinastia X al nord, des d'Herakleopolis, i part de la dinastia XI al sud d'Egipte des de la primera cascada del Nil fins al Desè Nomós de l'Alt Egipte. La lluita la va concloure Mentuhotep II, que va pujar al tron tebà l'any 2055 aC. Durant el catorzè any de regnat de Mentuhotep II, va aprofitar una revolta al Nomós Thinita per llançar un atac a Herakleopolis, que va trobar poca resistència. Després de derrocar els últims governants de la Dinastia X, Mentuhotep va començar a consolidar el seu poder sobre tot Egipte, un procés que va acabar el seu 39è any de regnat. Per aquesta raó, Mentuhotep II és considerat com el fundador del Regne Mitjà.
Va tenir un llarg regnat d'uns cinquanta anys, vers l'any 2000 aC. L'any catorzè és esmentat com l'any del crim de Tinis, cosa que indicaria que la dinastia d'Heracleòpolis havia fet alguna cosa en direcció a Tinis (al costat d'Abidos). Mentuhotep va avançar, llavors, cap al nord i va arribar a l'Egipte central; quan portava trenta anys de regnat, va conquerir Heracleòpolis i Memfis, i va unificar les dues parts d'Egipte. Va portar el títol de "rei dels dos països". Va fer una campanya al Baix Egipte de pacificació, que va estendre contra les tribus líbies i les del sud de Palestina. Va morir al cap de vint anys de la unificació. Fou el fundador de l'època anomenada Imperi mitjà o Regne mitjà.
Va construir un temple a Deir el-Bahari, on fou enterrat en una tomba excavada a la roca darrera el temple (al fons, en direcció oest), model que va servir de guia a futures tombes. El temple fou construït contra un costat de la muntanya i és estructurat amb dues terrasses amb 280 columnes, model emprat parcialment en les tombes dels seus predecessors, els Antef (Antef II i Antef III). Al damunt del temple, hi havia una construcció de pedra, probablement en forma de piràmide o de mastaba. A nivell de terra, es van plantar arbres a ambdós costats de l'entrada.

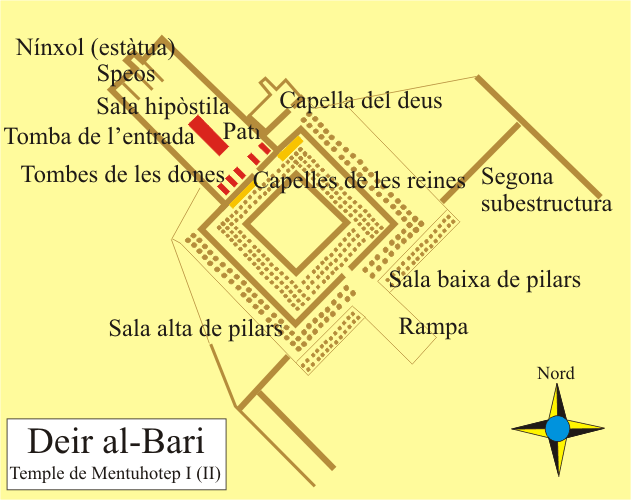
Plànol del temple de Mentuhotep I (II)

Mentuhotep I va restaurar alguns monuments a Denderah, Abidos, Nekheb i Elefantina. Va dedicar especial atenció al déu guerrer de Tebes, Mentu (Montu), que havia invocat per acomplir la seva tasca unificadora, i va adoptar el seu nom i li va construir temples a Medamud (a uns 8 km al nord de Tebes), Armant o Hermonthis (a 12 km al sud de Tebes) i Tod (Tufium).
El va succeir el seu fill (únic fill que se li coneix) Mentuhotep II (III). Es coneixen els noms d'algunes de les seves dones: Aashayt, Henhenet, Kauit, Kemsit (les dues darreres podrien ser la mateixa), Neferu II, Sadhe i Tem.
Altres transcripcions del seu nom són: Mentehotpe, Menthuhetep, Mentouhotep, Mentuhotp, Mentuhotpe, Monthhotep, Montouhotep, Montuhotep, Nebhepra, Neterhedjet, Nibhapitre, Nibhapitrementouhotep, Nibkhrure, Nibhotep, Nibhotepmentouhotep, Qaishuti, Samtauy, Sankhibtaui, Seankhibtaui, Senkhibtoui i Zematawy.